# Irecê (ort)
Irecê är en ort i Brasilien.   Den ligger i kommunen Irecê och delstaten Bahia, i den östra delen av landet, 800 km nordost om huvudstaden Brasília. Irecê ligger 730 meter över havet och antalet invånare är 63 626.
Terrängen runt Irecê är platt. Irecê är det största samhället i trakten.
Omgivningarna runt Irecê är huvudsakligen savann. Runt Irecê är det tätbefolkat, med 297 invånare per kvadratkilometer.